# Цвиллинг, Самуил Моисеевич
Самуи́л Моисе́евич Цви́ллинг (13 (26) января 1891 года, Тобольск — 2 апреля 1918 года, станица Изобильная) — участник революционного движения в России, партийный деятель (РСДРП(б)) на Южном Урале в 1917—1918 годах.

## Биография
Родился в еврейской мещанской семье, за несколько лет до его рождения получившей разрешение на переселение в Сургутский уезд Тобольской губернии. Отец Моисей Цвилинг был парикмахером, мать Рахиль Яковлевна Бинина — красильщицей. Вскоре вместе с матерью переехал в Омск, где до 12 лет учился в гимназии (по другим данным, в городском училище). Служил письмоводителем у присяжного поверенного Бейлина. Состоял членом партии социалистов-революционеров, с членами которой в 1907 году участвовал в организации восстания в Омске. В 1907 году вместе с братом принял участие в экспроприации — ограблении аптеки Розенплентера в Омске, 15 октября того же года — аптеки Ковнацкого в Томске. В 1908 году за участие в боевой группе, готовившей акт убийства генерала Литвинова был приговорён к смертной казни, заменённой 4-летним тюремным заключением (брат был осуждён на 10 лет). После отбытия срока женился на Софье Кержнер. 19 мая 1913 года в Тобольске у них родился сын Лев (1913—1942, погиб на фронте). Жил в Екатеринбурге, Троицке и Сатке.
В 1916 году во время Первой мировой войны был мобилизован в армию. Служил в Челябинске в 109 запасном полку. В январе 1917 года тайно восстановил связь с социал-демократами.

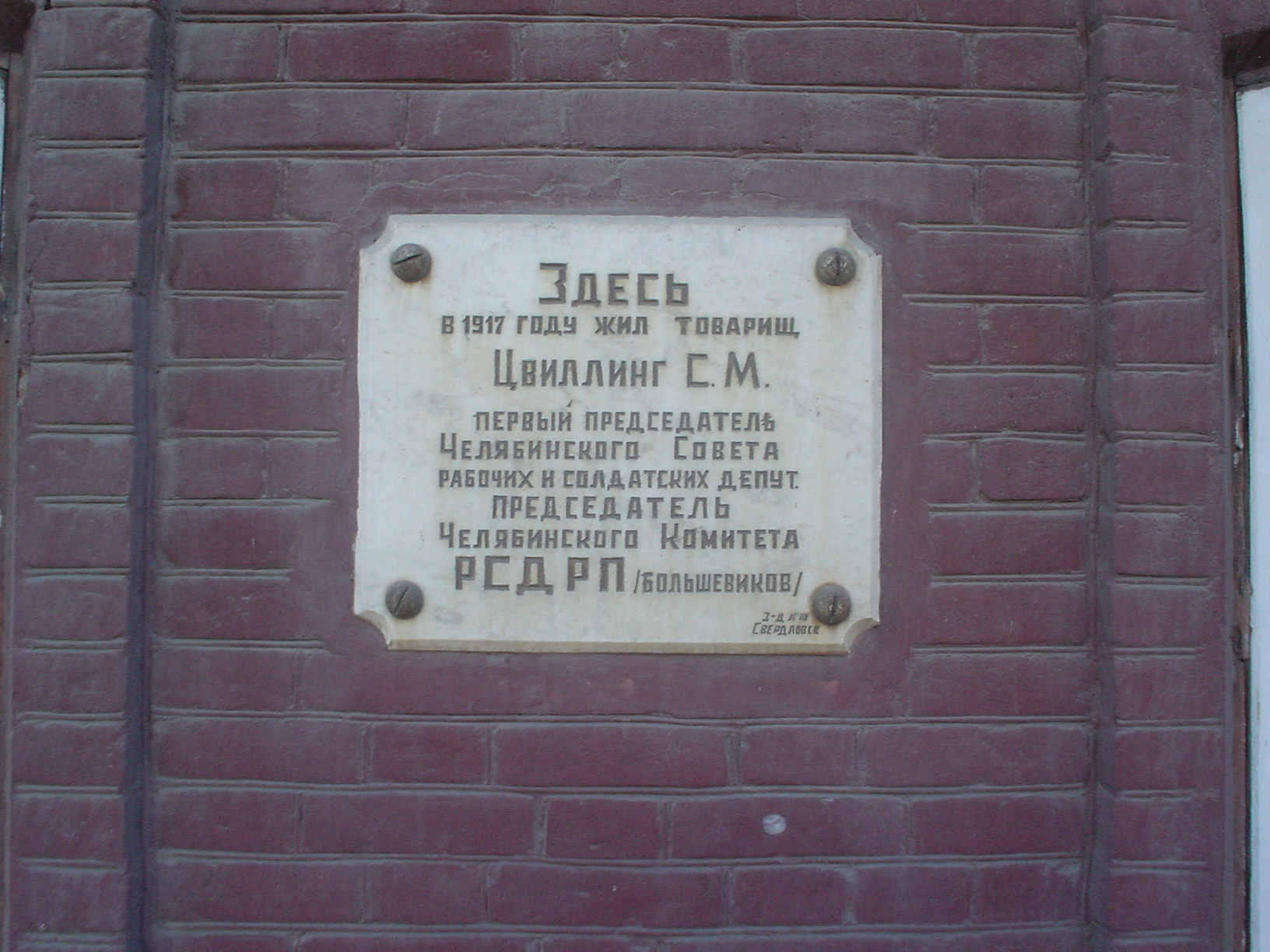
Мемориальная табличка на доме С. М. Цвиллинга в Челябинске

В марте 1917 года после Февральской революции С. М. Цвиллинг стал председателем Челябинского совета и председателем комитета РСДРП(б). Ездил в Петроград делегатом на Всероссийское совещание Советов рабочих и солдатских депутатов. В июне 1917 года Цвиллинг участвовал в работе Екатеринбургского окружного съезда Советов, затем стал членом Уральского областного комитета РСДРП (б) и редактором партийной газеты. Отказался от поста председателя Челябинского Совета и решил остаться в Екатеринбурге. Приехал в Петроград для участия в полуподпольном VI съезде РСДРП(б). Осенью избран депутатом Учредительного собрания от Оренбургского избирательного округа по списку № 8 (РСДРП(б)).
Был делегатом Второго Всероссийского съезда Советов.
По возвращении на Южный Урал в ноябре 1917 года с мандатом правительственного комиссара Оренбургской губернии, был избран председателем Военно-революционного комитета (ВРК) Оренбурга. Вскоре арестован белоказаками, но бежал из-под стражи и с ноября 1917 года организовывал красные отряды для борьбы с белоказаками атамана Дутова.
3 января 1918 года вернулся в Челябинск. После тяжёлых боёв с отрядами председателя Челябинского ВРК Блюхера 31 января дутовцы оставили Оренбург. В город триумфально вступили «красные». В марте 1918 года Цвиллинг был избран председателем Оренбургского губисполкома.
2 апреля 1918 года Цвиллинг был убит во время боя в станице Изобильной Оренбургского казачьего войска.

## Память

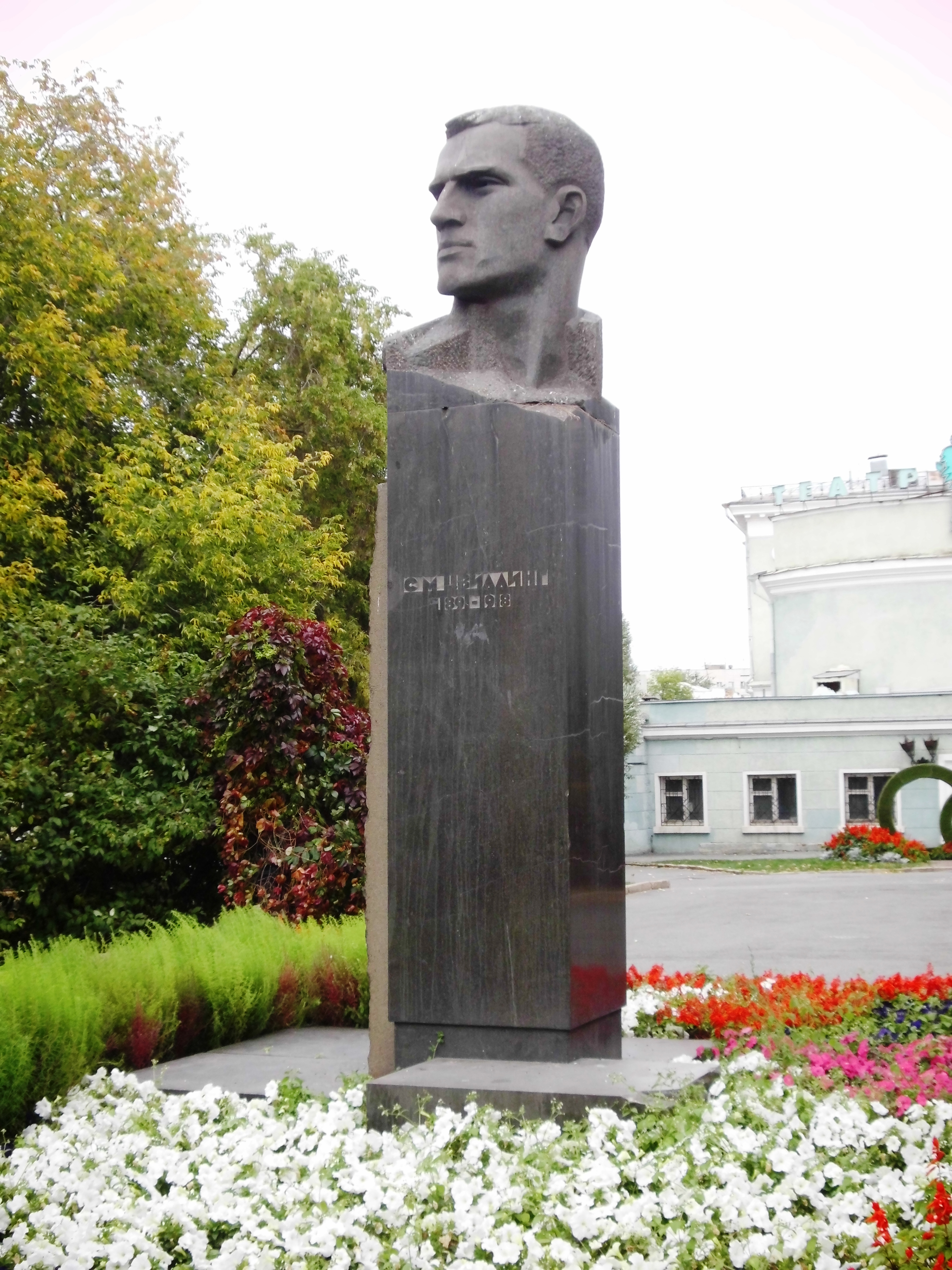
Памятник С. М. Цвиллингу в «сквере около кинотеатра Пушкина» возле театра «Манекен» на перекрёстке улиц Цвиллинга и Тимирязева

- Памятники Цвиллингу установлены на месте его гибели, а также в Челябинске[9]
- На доме по улице Большой (ныне — Цвиллинга), где жил С. М. Цвиллинг, установлена мемориальная доска[9]
- Именем Цвиллинга названы также улицы в Екатеринбурге, Оренбурге, Троицке, Цвиллингский сельсовет[10], железнодорожная станция с посёлком при ней[10], колхоз[11] и совхоз в Соль-Илецком районе Оренбургской области
- До 1993 года имя С. М. Цвиллинга носил Челябинский академический театр драмы[9]